# Rio Cotoreşti
O Rio Cotoreşti é um rio da Romênia, afluente do Surdu, localizado no distrito de Sibiu.